# Liste des phares du Nicaragua

Division administrative du Nicaragua

Liste des phares du Nicaragua : Le Nicaragua est un pays d'Amérique centrale situé au sud du Honduras et au nord du Costa Rica. Le Nicaragua a des côtes faisant face au sud-ouest sur l'océan Pacifique et à l'est sur la mer des Caraïbes.
Les aides à la navigation au Nicaragua sont gérées par la Direction du transport aquatique du ministère des Transports et de l'Infrastructure.
| Nom                        | Lieu                                                | Mise en service | Coordonnées                      | Image |
| -------------------------- | --------------------------------------------------- | --------------- | -------------------------------- | ----- |
| Phare de El Bluff          | Bluefields Région autonome de la Côte caraïbe sud   | n/d             | 11° 59′ 35,9″ N, 83° 41′ 05″ O   | Image |
| Phare des îles du Maïs     | Îles du Maïs Région autonome de la Côte caraïbe sud | n/d             | 12° 17′ 25,6″ N, 82° 58′ 58,4″ O |       |
| Phare de l'île du Cardón   | Corinto Département de Chinandega                   | 1876            | 12° 28′ 32,8″ N, 87° 11′ 25,6″ O | Image |
| Phare des îlots Farallones | Golfe de Fonseca Département de Chinandega          | n/d             | 13° 04′ 43,1″ N, 87° 40′ 48,3″ O |       |
| Phare de Masachapa         | San Rafael del Sur Département de Managua           | n/d             | 11° 47′ 14,5″ N, 86° 30′ 58,7″ O | Image |
| Phare de San Juan del Sur  | San Juan del Sur Département de Rivas               | 1900            | 11° 14′ 35″ N, 85° 52′ 51,2″ O   |       |